# Углеродная детонация
Углеро́дная детона́ция — взрывной этап звёздного нуклеосинтеза, приводящий к переходу звёзд типа белый карлик в сверхновую типа Ia. Сопровождается термоядерными реакциями с участием углерода и кислорода в вырожденном ядре звёзд.

## Процесс
Общим в образовании сверхновых типа Ia является то, что взрывающийся карлик, скорее всего, является по составу углеродно-кислородным. Во взрывной волне нуклеосинтеза, распространяющейся от центра звезды к поверхности, протекают ядерные реакции:
{\displaystyle {\ce {^{12}C + ^{16}O -> ^{28}Si + \gamma + 16{,}76 MeV,}}}
{\displaystyle {\ce {^{28}Si + ^{28}Si -> ^{56}Ni + \gamma + 10{,}92 MeV}}}.
После начала реакции существенная часть углерода и кислорода в белом карлике превращается в более тяжёлые элементы всего лишь за несколько секунд, повышая внутреннюю температуру до миллиардов кельвинов. Такое выделение энергии ((1—2)×1044 Дж) достаточно для разрыва звезды, при  этом отдельные составляющие её частицы газа приобретают кинетическую энергию достаточную для преодоления гравитации звезды и покидают её. Звезда взрывается и в газе образуется ударная волна, в которой вещество движется со скоростью порядка 5000—20000 км/с, что составляет примерно 6 % скорости света.
Энергия, выделяемая при взрыве также вызывает увеличение светимости на много порядков. Типичная наблюдаемая абсолютная звёздная величина сверхновой типа Ia достигает Mv = −19,3 (что приблизительно в 5 миллиардов раз ярче Солнца), интервал изменчивости светимости небольшой.

## Механизм возникновения
В настоящее время считается[когда?], что углеродная детонация может протекать в случае аккреции вещества на белые карлики массы которых близки к пределу Чандрасекара. При этом температура и давление в ядре звезды поднимаются достаточно высоко для начала термоядерной реакции слияния ядер углерода. Аккреция является одним из механизмов образования сверхновых типа Ia.
Углеродная детонация также может протекать, в некоторых случаях, в вырожденных ядрах сверхгигантов с массами в 8—10 солнечных масс. Однако предположение, что углеродная детонация может привести в этом случае к появлению сверхновой типа II, в настоящее время[когда?] поставлено под сомнение. По некоторым моделям при углеродной детонации в ядрах сверхгигантов возможно быстрое снятие вырождения и продолжение дальнейшей постепенной эволюции звезды.
Звёзды главной последовательности находятся в тепловом равновесном состоянии, при котором локальное увеличение температуры (энерговыделения) приводит к расширению газа, что, в свою очередь, уменьшает температуру и звезда возвращается в равновесное состояние.
В белых карликах же давление поддерживается не за счёт теплового давления газа, а квантовым эффектом давления вырожденного электронного газа, не зависящим от температуры. В результате у белых карликов отсутствует механизм отрицательной обратной связи для поддержания равновесного состояния при начале термоядерной реакции, в результате чего она протекает взрывообразно, когда её возникновение ведёт к росту температуры, что, в свою очередь, увеличивает скорость реакции и ещё больше повышает температуру.